# Ivan Kokonov
Ivan Stojanov Kokonov (in bulgaro Иван Стоянов Коконов?; Sliven, 17 agosto 1991) è un calciatore bulgaro, attaccante del Montana.

## Palmarès

### Club

#### Competizioni nazionali
- Coppa di Bulgaria: 1

Černo More Varna: 2014-2015